# Bahlul Lodi
Bahlul Lodi, né vers 1405 et mort le 12 juillet 1489, est un noble afghan sunnite, gouverneur du Pendjab, puis après avoir conquis le sultanat de Delhi en 1451, fondateur de la dynastie des Lodi, qui règne à Delhi jusqu'en 1526.

## Biographie
Gouverneur pachtoune du Pendjab, il dépose le sultan de Delhi Alam Shah, de la dynastie des Sayyîd, le 19 avril 1451.
Il règne sur le sultanat jusqu'à sa mort en 1489, réussissant à conquérir une grande partie de l’Inde du Nord, notamment le sultanat de Jaunpur, en 1479.
En 1486, il place son fils Babrak à la tête du sultanat de Jaunpur (comme « vice-sultan »), mais désigne ensuite son fils Sikandar comme successeur à Delhi, de sorte qu'à sa mort, un conflit éclate entre ses deux fils, dont Sikandar sort vainqueur.
Un mausolée de Delhi porte le nom de « Tombeau de Bahlul Lodi (en) », mais cette identification traditionnelle est contestée par les historiens..